# Walter Zwickhofer
Walter Zwickhofer (* 11. Juni 1924; † 30. April 2019) war ein deutscher Fußballspieler.

## Karriere
Zwickhofer gehörte dem FC Schalke 04 an, für den er 1942/43 in der Gauliga Westfalen und am Wettbewerb um den Tschammerpokal teilnahm. Er bestritt alle fünf Rundenspiele einschließlich des Halbfinales, das seine Mannschaft am 25. Oktober mit 2:0 gegen Werder Bremen gewann und somit ins Finale einzog. In diesem, das jedoch mit 0:2 gegen den TSV 1860 München am 15. November im Berliner Olympiastadion verloren wurde, kam er nicht zum Einsatz. 1945 geriet Zwickhofer und sein Mannschaftskamerad Hermann Eppenhoff in sowjetische Kriegsgefangenschaft, beide wurden erst 1949 freigelassen und kehrte per 20-tägiger Zugfahrt aus Tiflis zurück nach Gelsenkirchen.
Nach der Rückkehr aus der Kriegsgefangenschaft kam er von 1949 bis 1956 in der Oberliga West zum Einsatz und gewann 1951 die Westdeutsche Meisterschaft. Infolgedessen nahm er mit seiner Mannschaft auch an der in zwei Gruppen zu je vier Mannschaften ausgetragenen Endrunde um die Deutsche Meisterschaft teil. In der Gruppe 1 bestritt er alle sechs Spiele, doch der Gruppensieger, der ins Endspiel einzog, hieß 1. FC Kaiserslautern. Die Folgesaison war die Mannschaft gar als Zweitplatzierter für die Endrunde qualifiziert, in der er ebenfalls alle sechs Spiele der Gruppe 1 bestritt, jedoch diese als Letztplatzierter abschloss.
1954/55 nahm er mit seiner Mannschaft am Wettbewerb um den DFB-Pokal teil und zog mit ihr, nach zuvor sechs siegreichen Runden – einschließlich zweier Wiederholungsspiele – ins Finale ein. Das am 21. Mai 1955 in Braunschweig vor 25.000 Zuschauern ausgetragene Spiel wurde mit dem in der 86. Minute von Oswald Traub, Spieler des Karlsruher SC, erzielten Siegtreffer mit 2:3 verloren.
Für den FC Schalke 04 bestritt er seit seinem Oberliga-Debüt am 24. April 1949 (26. Spieltag), beim 5:1-Sieg im Heimspiel gegen die TSG Vohwinkel 80, bis zum 4. März 1956 (24. Spieltag), beim 5:1-Sieg im Heimspiel gegen Schwarz-Weiß Essen, 176 Oberligaspiele, in denen er 13 Tore erzielte.

## Erfolge
- DFB-Pokal-Finalist 1955
- Meister der Oberliga West 1951